# 리스타역
리스타역(스페인어: Lista)은 마드리드 지하철 4호선의 역이다. 마드리드 살라망카 구의 콘데 데 페냘베르 거리 지하에 위치해 있다. 역명은 스페인의 시인인 알베르토 리스타에서 따왔다. 요금구역상으로는 A구역에 속한다.

## 역사
1932년 9월 17일 완공되어 영업에 들어갔다. 당시에는 마드리드 지하철 2호선의 디에고데레온 지선에 속한 역으로 운영되었으나, 1958년 10월 2일부로 고야-디에고 데 레온 구간이 4호선에 편입되면서 지금의 모습이 되었다.

## 환승 정보
역 주변에 시내버스 정류장이 네 곳 있다.
버스
- 시내버스
  - 1, 26, 61, 74번 노선 (주간)
  - N3번 노선 (야간)

지하철
| 마드리드 지하철 | 마드리드 지하철       | 마드리드 지하철                   |
| --------------- | --------------------- | --------------------------------- |
| 고야 아르궤예스 | 마드리드 지하철 4호선 | 디에고 데 레온 피나르 데 차마르틴 |